# Васил Янакиев
Васил Янакиев Тодоров е български учител, общественик, печатар и книжар.

## Биография
Роден е на 25 април 1878 година в Царево село, Македония (а според други източници – в село Тишаново, Кюстендилско) и след преселването на семейството му в Кюстендил, завършва Държавното педагогическо училище. Работи като основен учител в няколко села на околията, а от първото десетилетие на ХХ век - в Кюстендил. Главен учител на училището „Даскал Димитри“. Взема активно участие в просветния и културен живот на Околийското учителско дружество „Възпитател“. Симпатизира на Радикалдемократическата партия.
След Първата световна война (1915-1918) се включва в политическия живот и от 8 януари 1919 г. до 27 януари 1920 г. е назначен за председател на Кюстендилската общинска тричленната комисия. Доколкото позволяват оскъдните общински финанси, се подпомагат бежански семейства от Македония и Босилеградско, отпускат се средства и се закупуват дрехи на отделни крайно бедни кюстендилци, съдейства се на известната общественичка Райна Цанева да открие в града сиропиталище „Милосърдие“.
След пенсионирането си като учител се занимава с печатарство и книжарство. Виден деятел на кооперативното дело в Кюстендил, член и председател на Управителния съвет на производителната и потребителна кооперация „Руен“ (1915 г.) Член-кооператор в печатница „Труд“. Редактор е на вестник „Струма“ (1928-1931). Умира на 24 септември 1946 г. в Кюстендил.